# كاثي رودي
كاثي رودي (بالإنجليزية: Kathy Rudy)‏ هي كاتِبة ومؤلفة أمريكية، ولدت في 1956.